# Yinchuan
Yinchuan (chiń. 银川; pinyin Yínchuān) – miasto o statusie prefektury miejskiej w północnych Chinach, ośrodek administracyjny regionu autonomicznego Ningxia, w dolinie rzeki Huang He. W 2010 roku liczba mieszkańców miasta wynosiła 492 741. Prefektura miejska w 1999 roku liczyła 953 832 mieszkańców. Ośrodek przemysłu maszynowego, elektrotechnicznego, petrochemicznego, hutniczego, gumowego, cukrowniczego i włókienniczego.
Yinchuan jest ważnym ośrodkiem muzułmańskiej ludności Hui, która stanowi około jednej trzeciej jego mieszkańców. Jest też siedzibą rzymskokatolickiej diecezji Ningxia. W mieście znajduje się port lotniczy Yinchuan Hedong.

## Historia
W 119 roku p.n.e. na terenie dzisiejszego Yinchuan utworzono powiat Lian. W VI w. nazwę powiatu zmieniono na Huaiyuan. Po upadku dynastii Tang w 907 roku obszar ten zajął koczowniczy lud Tungutów i utworzył tam państwo Xixia, którego stolicą było Yinchuan. Po zniszczeniu państwa przez Mongołów pod wodzą Czyngis-chana w 1227 roku miasto przeszło pod kontrolę mongolskiej dynastii Yuan. Za panowania dynastii Ming i Qing Yinchuan było siedzibą prefektury Ningxia. W 1929 zostało ustanowione stolicą nowo powstałej prowincji Ningxia, którą wydzielono z części terytorium Gansu i Mongolii Wewnętrznej. W 1954 roku prowincję Ningxia zlikwidowano a miasto włączono do prowincji Gansu. W 1958 roku utworzono region autonomiczny Ningxia-Hui, którego stolicą ustanowiono Yinchuan.
W latach 50. XX wieku nastąpił rozwój miasta. Do Yinchuan przeniesiono kilka fabryk ze wschodnich prowincji. W tym okresie wybudowano także drogi łączące Yinchuan z Baotou, Lanzhou, Wuwei i Xi’anem. W 1958 roku przez miasto poprowadzono linię kolejową z Lanzhou do Baotou. W tym samym roku założono Uniwersytet Ningxia.

## Podział administracyjny
Prefektura miejska Yinchuan podzielona jest na:
- 3 dzielnice: Xingqing, Jinfeng, Xixia,
- miasto: Lingwu,
- 2 powiaty: Yongning, Helan.